# Napoleon I w Fontainebleau 31 marca 1814
Napoleon I w Fontainebleau 31 marca 1814 (fr. Napoléon Ier à Fontainebleau le 31 mars 1814) – obraz olejny namalowany przez francuskiego malarza Paula Delaroche’a w 1840 roku, znajdujący się w zbiorach Musée de l’Armée w Paryżu.
Kopia tego obrazu, mylnie uważana za oryginał, także autorstwa Delaroche’a znajduje się w zbiorach Muzeum Sztuk Pięknych w Lipsku.

## Opis
Inspiracją dla artysty do namalowania tego dzieła, był fragment wspomnień de Bourrienne’a (sekretarza Napoleona), mówiący o tym że cesarz Francuzów przybył do pałacu w Fontainebleau o szóstej rano i udał się do swojego ulubionego pokoju, gdzie zamknął się i pozostał sam przez cały dzień 31 marca 1814 roku.
Scena na obrazie nie przedstawia cesarza już po swojej pierwszej abdykacji jak to się często opisuje, ale w momencie w którym zdał sobie sprawę, że jego sytuacja wobec postępów wojsk VI koalicji, stała się krytyczna. Napoleon ubrany w wypłowiały płaszcz i pokryte błotem buty siedzi zgarbiony na krześle, a jego posępna twarz i oczy wpatrzone w niewidoczne dla widza miejsce, mówią, że widzimy człowieka pokonanego i porzuconego przez wielu swoich niegdysiejszych zwolenników; chwała odwróciła się od niego i rozumie, że jego upadek jest bliski. Dopełnieniem tej tragedii jest bikorn rzucony na ziemię i teczka z dokumentami rzucona na kanapę.
Paul Delaroche który namalował ten obraz w roku powrotu szczątków Napoleona z Wyspy Świętej Heleny,  ukazał cesarza jako antybohatera w banalnej pozie, ale przeniesionej w wielkim stylu na duży format.